# Hexatoma (Eriocera) cabralensis
Hexatoma (Eriocera) cabralensis is een tweevleugelige uit de familie steltmuggen (Limoniidae). De soort komt voor in het Neotropisch gebied.